# Unione Ginnastica Goriziana Hockey 1977
Questa voce raccoglie le informazioni riguardanti l'Unione Ginnastica Goriziana nelle competizioni ufficiali della stagione 1977.

## Maglie e sponsor
| 1ª divisa |